# Walid al-Omari
Pour les articles homonymes, voir Omari.
Walid al-Omari وليد العمري) (né le 11 février 1957 en Israël) est un journaliste arabe israélien/palestinien et le chef du bureau d'Al Jazeera à Jérusalem et Ramallah. Diplômé en relations internationales de l'université hébraïque de Jérusalem, il rejoint d'abord la chaine MBC et NBC comme correspondant entre 1991 et 1995 puis rejoint la chaine Al Jazeera le 26 juin 1996. Il a travaillé également pour le journal libanais Al-Moustaqbal de 1997 à 2000.